# Археологические исследования в Гнесичах и Лавришево

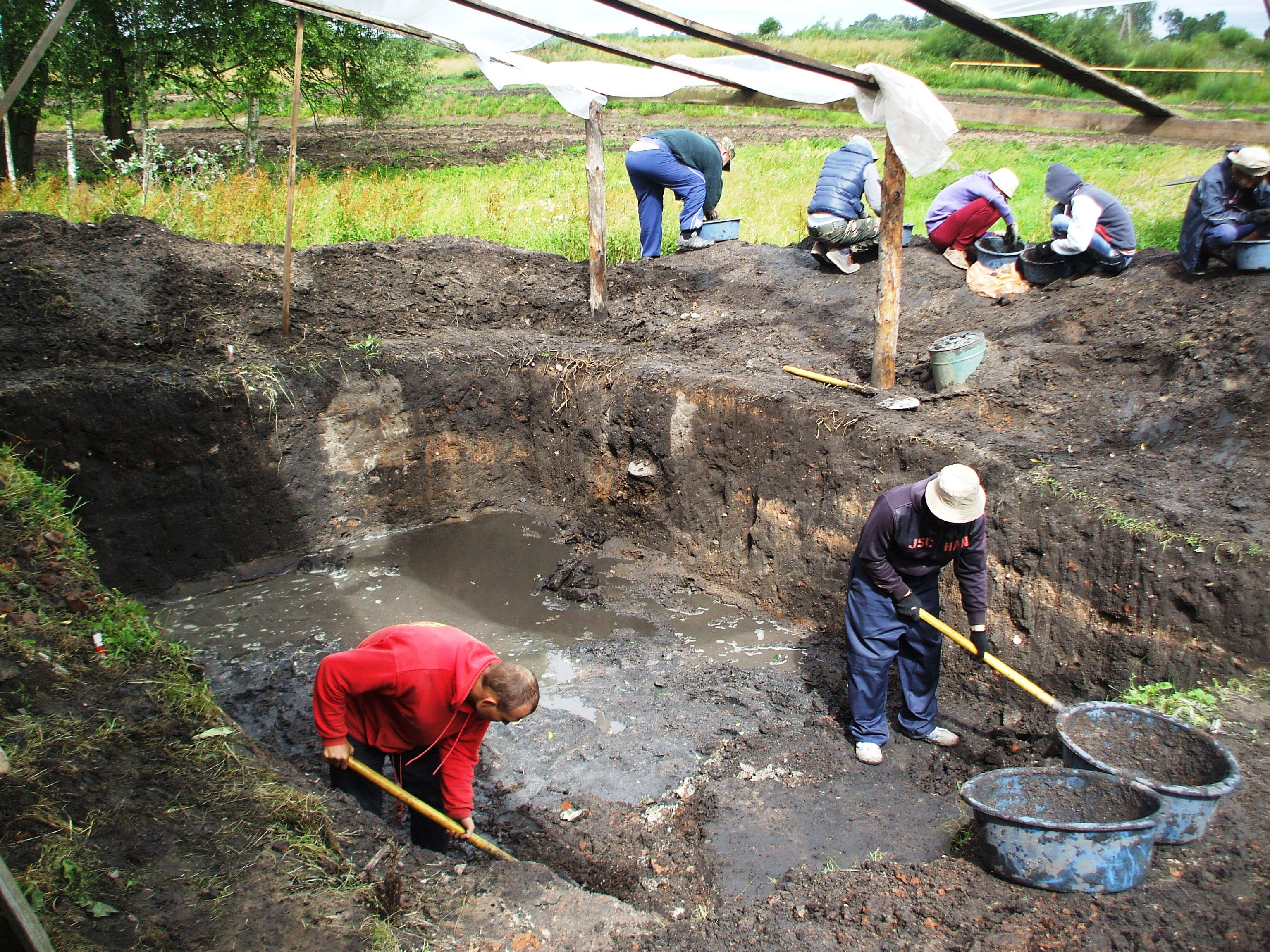
Археологическая экспедиция в Лавришеве, 2015 год. Работа на раскопе

Археологические исследовании в Гнесичах и Лавришево — научные археологические обследования и раскопки, которые ведутся периодически с 1971 года для выявления и изучения первоначального селища Свято-Елисеевского Лавришевского мужского монастыря и других памятников археологии в деревнях Гнесичи и Лавришево и их окрестностях в Новогрудском районе Гродненской области Беларуси.

## История
По Галицко-Волынской летописи, около 1260 года сын первого великого князя литовского Миндовга Войшелк (правил в 1264—1267), основал монастырь «на реке на Немане, между Литвой и Новогрудком, и там жил». По церковному преданию, монастырь был основан в середине XIII в. преподобным игуменом Елисеем. Лавришевский монастырь был одним из важнейших духовных центров белорусских земель со времени образования Великого княжества Литовского.
Местоположение монастыря с XVI в. известно по документам. Он размещался в Лавришево, около реки Воловки (левый приток Немана). Около 1775 года при монастыре была построена Свято-Успенская церковь, которая сохранилась до наших дней. В 1836 году монастырь закрыли, в 1913—1915 годах и в 2007 году он был восстановлен около соседней деревни Гнесичи. Вместе с тем народное предание связывало основание монастыря в XIII в. с местностью около Гнесич.
Первого обследование около Гнесич провёл Михась Ткачёв в 1971 году. Он обнаружил стоянку каменного века. В 1988 году Александр Кушнеревич нашёл фундамент монастырской церкви начала XX в.
Археологические обследовании в Лавришево начал в 1990 году Александр Кравцевич. Он сделал вывод: «На основании обретённого в ходе раскопок археологического материала можно утверждать, что мы нашли культурный слой Лавришевского монастыря […]. Невозможно исключат вероятность того, что древний Лавришевский монастырь с самого начале находился на этом месте […]. Такому мнению содействуют находки XIV—XV стст.»
В 2011—2016 годах раскопки в том самом месте проводили Лавришевские археологические экспедиции с участием добровольцев под научным руководством Сергея Рассадина. По результатам исследований учёный сделал вывод, что монастырь действовал на этом месте со времён основания в XIII в. В 2015 году выявлена матрица печати XIII—XIV вв. В 2016 году велось исследование подземного сооружения. В 2017—2018 годах обнаружен фундамент старинного храма и старинные каменные кресты. В 2019 и 2021 годах велись раскопки этого фундамента.